# My Spy Family
My Spy Family è una sitcom britannica trasmessa dal 2007 al 2010 su Cartoon Network e Boing, ideata da Paul Alexander.

## Trama
La serie parla delle vicende di una bizzarra famiglia di spie formata dall'ex agente segreto britannico Dirk Bannon (Milo Twomey), dalla sua precedente arcinemica sovietica Natalia Sterminov (Natasha Beaumont) e dai loro figli Spike (Joe Tracini), Elle (Alice Connor) e Boris (Ignat Pakhotin). Le vicende sono ambientate a Batley,
città britannica della contea del West Yorkshire.
Dopo che Dirk e Talia sono stati esonerati dal servizio dovrebbero vivere una vita normale con i loro tre figli, ma non fanno altro che metterli in imbarazzo.

## Personaggi

### Principali
Dirk Bannon (Milo Twomey)
Ex spia britannica. È sposato con la sua ex arcinemica Natalia, che era a sua volta una spia del governo sovietico, dal 13 giugno del 1988 (si scopre in una puntata in cui Dirk e Talia devono disinnescare una bomba, il cui codice di disattivazione è la data del loro matrimonio). Veste sempre con uno smoking (parodia di James Bond) ed appare spesso come una persona sbadata ed ossessivamente legata al suo passato, dato che tratta qualunque aspetto della vita quotidiana come se si trattasse di una missione segreta. Il suo migliore amico Des (Vas Blackwood) è stato il suo partner per le missioni e fornitore di gadget d'avanguardia (altro elemento parodia di James Bond).
Natalia "Talia" Sterminov (Natasha Beaumont)
Come suo marito Dirk, anche lei era una spia anche se schierata dalla parte dei sovietici. Come si può notare in vari episodi, è una spia decisamente migliore del marito, dato che padroneggia ottimamente l'arte del travestimento, le tecniche di lotta ed i dispositivi di spionaggio. Poiché sa il russo, è l'unica che riesce a capire suo figlio Boris.
Si sa che ha una sorella più giovane che si chiama Nadia e, a detta del marito, più bella. La sua più grande vittoria, il caso Albovia, è la cattura e l'umiliazione dell'uomo che diventerà suo marito. Per evitargli l'imbarazzo gli cancella la memoria utilizzando come parola di "sblocco" il suo nome in codice, Grillo Arancione.
Spike Bannon (Joe Tracini)
Figlio di Dirk e Talia; è uno studente non troppo brillante. Passa la maggior parte del suo tempo a progettare ed utilizzare insoliti gadget, spesso rubandoli a Des o costruendoli lui stesso con il suo migliore amico Travis. È in perenne conflitto con il suo insegnante di geografia, il professor Vong, per motivi ignoti: l'antipatia tra i due è comunque reciproca. È il bersaglio preferito delle trappole di suo fratello Boris, di cui ha molta paura ma a volte prende anche di mira Des. Ha un laboratorio nell'armadietto che sbuca dietro un'aula, qui ha computer e gadget che ruba da Des furtivamente insieme a Travis e sempre là dentro ha una telecamera da cui può spiare una parte della scuola.
Elle Bannon (Alice Connor)
Figlia di Dirk e Talia; cerca sempre di comportarsi come una normale teenager ma resta spesso invischiata nei pasticci causati dalla sua bizzarra famiglia, più spesso per colpa del padre o del fratello Spike. Ha un buon rapporto con la madre Natalia, la quale le ha insegnato le sue arti da spia. Passa molto del suo tempo con le sue migliori amiche Marcy e Donna.
Boris Bannon (Ignat Pakhotin)
Ultimogenito di casa Bannon, veste sempre con una calzamaglia nera e parla esclusivamente russo e con la madre. Nonostante questo, riesce a comunicare quasi normalmente o andare d'accordo con il padre, la madre e la sorella, mentre ha un rapporto non molto buono con suo fratello Spike, insieme a Des il bersaglio preferito delle sue armi e delle sue trappole molto sofisticate. Il suo ruolo negli episodi è abbastanza marginale.

### Secondari
Desmond "Des" Henry (Vas Blackwood)
Migliore amico di Dirk, era il suo partner e fornitore di gadget nelle missioni. Dopo il congedo gestisce un piccolo bar, ma continua a costruire bizzarri marchingegni per le "missioni" del suo amico Dirk o per le personali battaglie di Spike contro il suo professore Vong. Come Spike, è terrorizzato dallo sguardo glaciale di Boris (il quale spesso sabota i suoi gadget facendoglieli ritorcere contro). Nonostante non l'abbia mai confessato apertamente, è da sempre innamorato di Talia, fin dai suoi incontri-scontri con Dirk durante la Guerra Fredda (1946-1989).
Travis Mitchell (Richard Sargent)
Travis è il migliore amico handicappato di Spike, gli è molto fedele ed è sempre pronto ad aiutarlo. Sia Travis che l'attore che lo interpreta (Richard Sargent) sono costretti sulla sedia a rotelle, ma il telefilm volutamente non parla della sua disabilità (anche se in un paio di puntate viene nominata la sua carrozzina). Viene invece preso in giro per via dei suoi occhiali e della scarsa vita sociale.
Hernerst Vong (Ramon Tikaram)
Insegnante di geografia di Spike, con il quale è in costante conflitto a causa della poca propensione allo studio di quest'ultimo. Tenta in tutti i modi di dimostrare la sua abilità nell'insegnamento e di vincere l'ambito premio dell'INPIG (Istituto Nazionale Per l'Insegnamento ai Giovani), ma spesso i suoi piani vengono sabotati dai tiri di Spike.
Marcy Desmond (Kirsty-Leigh Porter)
Migliore amica di Elle e di Donna, è l'esatto opposto di Donna: molto timida ed impacciata, porta gli occhiali ed è la classica intellettuale senza gusto per la moda ed ignorata dalla maggior parte dei ragazzi.
Donna Jackobs (Cascade Brown)
Forma un terzetto di amiche con Marcy ed Elle; si interessa esclusivamente di moda e di ragazzi, e critica spesso Marcy per la scarsa cura del suo look. Il suo sogno è diventare una star della televisione, e lo dimostra atteggiandosi spesso da diva.

### Altri personaggi

#### Mademoiselle Monique
Dottoranda, è l'insegnante di francese della scuola. Compare in un episodio dove Spike e Vong si innamorano di lei e fanno a gara per uscirci. Ma lei si innamorerà della madre di Spike travestita da professore di ginnastica.

#### Ispettrice dell'INPIG
Compare in un episodio. Si presenta a scuola per la candidatura di Vong a un concorso dell'INPIG dove scopre che il materiale che Vong aveva spedito per la candidatura era falso, falsificato con l'aiuto di Spike.

#### Pitt
Il vicino di casa dei Bannon. Compare in un episodio, con il ruolo di comandante della sorveglianza del quartiere, di cui fa parte Dirk. In questo episodio viene catturato da Dirk e Des che lo scambiano per un ladro. Gli cancelleranno la memoria con un intruglio di Des.

#### I genitori di Marcy
Compaiono in un episodio. Partecipano ad un quiz scolastico insieme alla famiglia Bannon, finendo in parità con loro. Vengono messi in confusione con diversi tranelli da Talia, che li invita a casa con l'unico scopo di renderli impreparati per la finale del quiz e quindi avere più probabilità di vittoria.

#### La signora Vong
È la madre di Vong. Compare in un episodio, dove viene rapita da Spike e portata a casa Bannon per interrogarla e ottenere le prove che Vong vive ancora con la madre. Elle gli dà l'incarico di far capire a Talia, che si crede vecchia a causa di un capello bianco, che è ancora una donna giovane e bella, ma dato che Talia non vuole uscire dalla sua stanza la signora Vong, su richiesta di Elle, si stabilisce a casa Bannon per un giorno e si innamora di Dirk; appena Talia lo viene a sapere la caccia di casa. Perseguiterà Elle per tutto il tempo perché "si metta una gonna" dato che con i pantaloni, secondo lei, non troverà mai un uomo

#### Camilla
È la direttrice del giornalino scolastico, esperta di moda e compare in diversi episodi. Nel primo episodio in cui compare viene stordita con una lavagna da Boris per permettere a Elle di prendere il suo posto di direttrice; in tutti gli altri episodi in cui compare (uno è quello della sfilata di divise scolastiche) copre il ruolo di comparsa e compagna di classe di Elle.

#### Rory
È il bullo che si diverte a maltrattare Spike. Compare in diverse puntate. In una di queste Spike riesce a ricattarlo con un filmato che lo riprende a lezione di tip-tap.

#### Adam
Ha lavorato come cameriere nella cafetteria di Des; innamorato di Donna, compare in un episodio dove Elle lo convince a invitare Marcy alla cena di san Valentino.

#### Aaron
Il ragazzo conteso tra Elle, Donna e Marcy. Compare nell'episodio Il caso "Amicizie in pericolo" dove Elle scopre che lui è il ladro che ruba alcuni oggetti della cafetteria di Des.

#### Vladimir Spensky
Ex spia russa e campione mondiale di scacchi. Lavorava insieme a Talia, con cui era fidanzato, ma una sera mentre giocava a scacchi con lei, Dirk, per ordine della regina, irrompe nel rifugio e rapisce Talia. Compare in un episodio dove arriva a Batley per partecipare a un torneo di scacchi, ritrovare Talia e vendicarsi. Perderà contro Spike truffando la gara per conquistare Talia ma si ritroverà truffato.

#### Dan
Uno dei tanti fidanzati di Donna. Compare in un episodio, dove Donna lo lascia perché è un fifone ed Elle lo aiuta a diventare cosciente e sicuro delle azioni che fa, fin troppo. Toccherà a Talia ridimensionare il suo ego.

#### Lord Bollistoque
Figlio di critico d'arte, compare in un episodio dove viene invitato da Vong ad uno spettacolo organizzato da Elle.

## Gadget di Des
Nonostante sia in congedo, Des non riesce a staccarsi del tutto dal suo precedente lavoro, proprio come il suo migliore amico Dirk. La sua attività principale consiste nel costruire bizzarri gadget. Alcuni di questi sono:
- Elda: una pistola laser a forma di telefono, compare nell'episodio Il caso Albovia, quando Spike lo ruba dal magazzino di Des.
- D.E.S.I. (Dispositivo Elettronico Salva Indipendenza): un computer calibrato sulle stesse onde cerebrali di Des, costruito per Talia. Compare nell'episodio Il caso DES-iderabile casa.
- Lampo pisolo: un gadget che, regolato sulla giusta frequenza, riesce a far addormentare il bersaglio. Compare nell'episodio Il caso Lord Bollistoque.
- Chiave universale: una chiave in grado di aprire qualunque serratura esistente, viene rubata da Spike nell'episodio Il caso concorso televisivo per accedere a vari locali della scuola all'insaputa di Vong.
- Formiche guerriere: delle speciali formiche robot piccolissime costruite da Des per creare confusione, ma Spike le ruba in un episodio per manomettere il locale di Des, ma alcune gli rimarranno nei pantaloni e Des le spegnerà salvandolo dal prurito.
- Sfere anti-materia: speciali sfere altamente distruttive che distruggono tutto tranne gli esseri viventi.
- Scombussolatore: apparecchio che emette un raggio che inibisce la coordinazione della persona che ne viene colpita, in questo caso Dirk Bannon che cercava di evitare di correre la maratona vestito da banana (curiosamente per lo scombussolatore è stato usato lo stesso attrezzo che in un altro episodio costituiva "Elda" la pistola laser dell'episodio Il caso Albovia).

## Scenario
I luoghi dove si svolgono i fatti sono:
- Casa Bannon
- Entrata casa Bannon (Il caso DES-iderabile casa; Il caso Sfida all'ultimo Bannon)
- La cafetteria "Intelligence" di Des
- Il corridoio della scuola
- La classe di Elle
- La classe di Spike e Travis
- L'armadietto segreto di Spike e Travis
- L'ufficio di Vong
- La stanza per le riunioni scolastiche
- Le fognature di Batley (Il caso Lord Bollistoque)
- L'interno di un aeroplano in volo (Il caso I.S.A.D.O.)
- L'auditorium della scuola

## Incongruenze
- Non è mai chiaro chi tra Elle e Spike sia il maggiore dei figli dei Bannon. In alcune puntate viene definito Spike come primogenito, come nella puntata Il caso dei balli proibiti, mentre nell'episodio Il caso del musical mancato, nella videocassetta in cui compaiono Spike ed Elle da bambini, si vede chiaramente che Elle è più grande.
- Non si sa con certezza se Marcy e Donna sappiano che i genitori di Elle sono ex spie. In alcune puntate pare che siano a conoscenza di questa doppia vita, in altre, invece, sembra che siano all'oscuro della cosa.
- Des afferma che lui e Talia siano usciti insieme, una volta; stando però a varie informazioni e flashback prematrimoniali dei coniugi Bannon, la cosa risulterebbe impossibile, dato che dopo la presunta diserzione di Talia, la spia si è sposata direttamente con Dirk.
- Nella puntata in cui Talia e Dirk devono disinnescare una bomba, oltre alla data del loro matrimonio, si scopre anche che Talia è nata il 4 settembre ma in un'altra puntata afferma di essere del segno dello scorpione.

## Episodi
| Stagione         | Episodi | Prima TV originale | Prima TV Italia |
| ---------------- | ------- | ------------------ | --------------- |
| Prima stagione   | 13      | 2007               | 2007            |
| Seconda stagione | 13      | 2008               | 2008-2009       |
| Terza stagione   | 20      | 2009-2010          | Inedita         |